# Mazanec

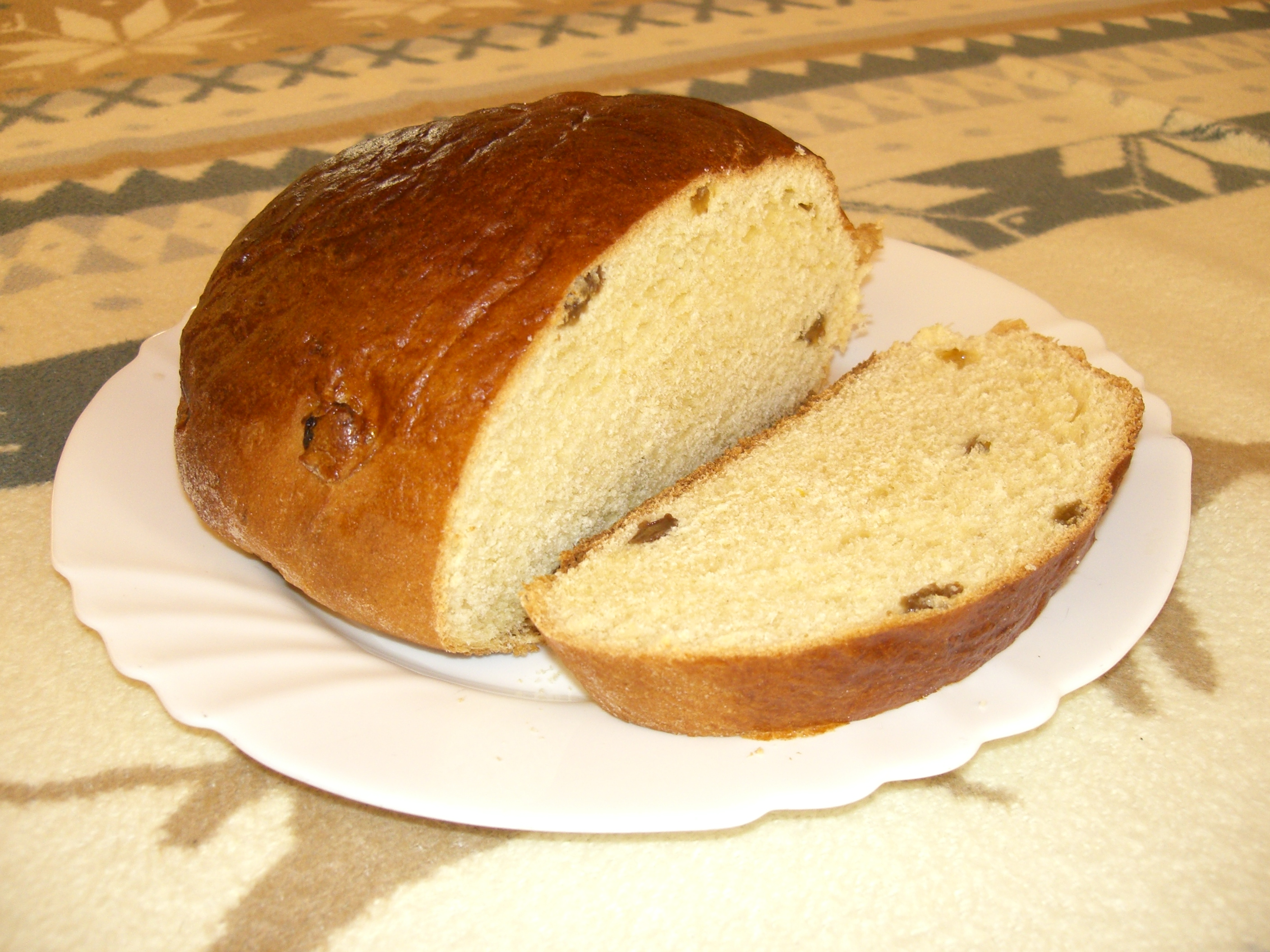
Mazanec

Mazanec či velikonoční bochník je bochánek pečený zpravidla na Velikonoce ze sladkého kynutého těsta, které se používá i na vánočku, patřící mezi nejstarší druhy českého obřadního pečiva. Pečení mazance probíhalo tradičně na Bílou sobotu. V závislosti na tom, pro koho byl mazanec dříve určen, se lišilo jeho složení. Pro čeledíny se dělal mazanec z obyčejného kynutého těsta, naproti tomu pro návštěvy bylo těsto obohaceno rozinkami a mandlemi.
Hutnější těsto mívá nažloutlou barvu a bývají v něm zapečené rozinky či kousky kandovaného ovoce. Nahoře pak bývá před pečením udělán ostrým předmětem kříž či je celý naříznutý přes kříž. Jeho vrchol může být posypán krájenými mandlemi. Vlastní receptura mazance se liší v závislosti na použitém receptu.
Jako mazanec se kdysi označoval i koláč z krajíčků sušeného chleba, který se pak namočil do vína a prokládal se makovou či mandlovou kaší.
Mazanec se mohl péci i v jiné části roku při jiné příležitosti a mohly se do něj zapékat mince.

## Historie

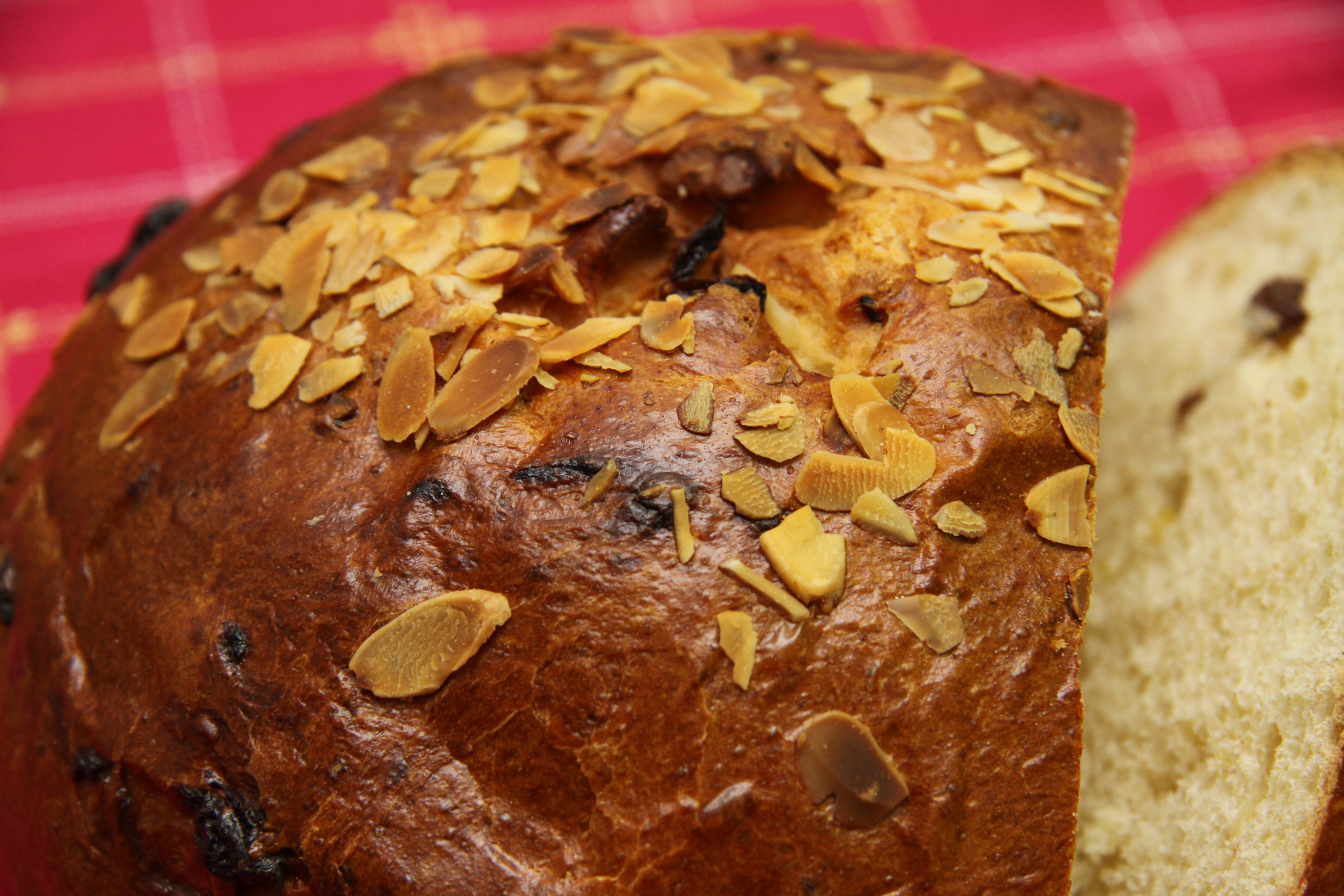
Detail na krájené mandle na povrchu mazance

Nejstarší české kuchařské předpisy na mazanec pocházejí z 15. a počátku 16. století, kdy některé byly také určené na Velikonoce, jinak se pekly i mimo Velikonoce. Do těsta se tehdy nedával cukr, neboť nebyl ještě příliš znám a byl drahý, pouze se dávala sladká smetana. Dále pak bílá mouka, kvasnice, vejce a koření (zmiňovány jsou šafrán a hřebíček), případně i sladký tvaroh v majetnějších rodinách. Vydutý koláč byl pak nazýván nejen mazanec, ale i „babka“, „měchura“ či „tyrolaganum“.
Dříve záleželo na majetkových poměrech v rodině, jestli budou mít v domácnosti jeden velký mazanec, ze kterého dostal každý svůj díl, a nebo jestli se v případě majetnějších rodin dostane malý bochánek na každého člena. Podobně jako „hot cross buns“ v anglosaském světě.

## Zajímavost
Jako mazanec se označoval pomazaný mezní kámen.